# Fernando Sabio Dutoit
Fernando Sabio Dutoit (Madrid, 21 de gener de 1896 - ????) va ser un militar espanyol.

## Biografia
Nascut en 1896, va ingressar en l'Exèrcit espanyol i va aconseguir el rang de capità d'intendència. En 1930 va ingressar en la francmaçoneria, iniciant-se en la Lògia «Hèrcules» de Ceuta.
Al començament de la guerra civil es trobava retirat de l'Exèrcit. Sabio Dutoit es va mantenir fidel a la República i es va integrar en el «Cinquè Regiment», del qual va arribar a convertir-se en cap honorari. Durant les primeres setmanes de la contesa va arribar a manar una columna miliciana en la Serra de Guadarrama. Posteriorment ingressà en el Cos de Carabiners. A la tardor de 1936 se li va lliurar el comandament de la 5a Brigada Mixta, de nova creació. En el transcurs de la batalla de Madrid la unitat va combatre durament i el mateix Sabio Dutoit va resultar ferit prop del Cerro Garabitas, havent de cedir el comandament de la brigada. Durant algun temps va manar la 13a Divisió.
Sabio Dutoit arribaria a aconseguir el rang de Tinent coronel. Posteriorment, va manar els carabiners desplegats a la regió catalana. En tal condició es va dirigir a les autoritats militars del govern d'Andorra en la tardor de 1938 mitjançant entrevista amb el prefecte René Baulard, reclamant d'elles que no acollissin a les valls a partides d'elements civils revoltats que utilitzaven Andorra per a mantenir dipòsits d'armes i, si escau, dirigir-se cap a la Seu d'Urgell. Per a justificar la seva postura va apel·lar als tractats signats en la Primera Guerra Carlina entre el govern d'Isabel II i Andorra en 1834. Cap a finals de 1938 estava destinat en l'Estat Major del Grup d'Exèrcits de la Regió Oriental (GERO). Al final de la contesa va passar a l'exili.

## Família
El seu germà Rafael també era militar i durant la contesa arribaria a ser comandant dels enginyers de la zona central.